# Championnat d'Europe de football des moins de 17 ans 2024
Navigation
Euro 2023 Euro 2025
Le Championnat d'Europe de football des moins de 17 ans 2024 est la 40e édition du Championnat d'Europe de football des moins de 17 ans (incluant les tournois des moins de 16 ans), compétition organisée par l'UEFA et rassemblant les meilleures équipes nationales masculines européennes des moins de 17 ans.
Le tournoi se déroule du 20 mai au 5 juin 2024 à Chypre. Au total, 16 équipes participent au tournoi, les joueurs nés après le 1er janvier 2007 peuvent y participer.
L'Allemagne est le champion en titre, ayant remporté le tournoi de 2023 après avoir battu  en finale la France aux tirs au but.

## Organisation

### Sélection de l'hôte
Chypre aurait dû accueillir le Championnat d'Europe U-17 en 2021, mais le tournoi a été annulé en raison de la pandémie de Covid-19. Le Comité exécutif de l'UEFA a ensuite accordé au pays l'opportunité d'accueillir la phase finale de 2024. Pour Geórgios Koúmas, le président de la Fédération chypriote de football, organiser ce tournoi représente un grand défi et le plus grand évènement de footbal jamais organisé à Chypre.

### Villes et stades
La compétition se déroule dans six stades, la finale étant prévue à la Limassol Arena (également connu Alphamega Stadium) de Limassol.
| \| Limassol Akhna Paralímni Larnaca \| |
| Limassol Akhna Paralímni Larnaca       |

| Limassol Akhna Paralímni Larnaca |

### Éliminatoires
Les éliminatoires qui se déroulent du 5 octobre 2023 au 26 mars 2024 se disputent sur deux tours :
- Premier tour de qualification comprend 13 groupes (52 équipes)

Les deux premiers de chaque groupe et les cinq meilleurs troisièmes (31 équipes) sont qualifiés pour le tour Élite.
- Tour Élite comprend 8 groupes (32 équipes)

Les huit vainqueurs de poule et les sept meilleurs deuxièmes du tour Élite se qualifient pour la phase finale à Chypre (dont l'équipe est qualifiée d'office).
| Équipe         | Parcours              | Date de qualification | Participation |
| -------------- | --------------------- | --------------------- | ------------- |
| Chypre         | Pays hôte             | 19 avril 2021         | 1re           |
| France         | Vainqueur du groupe 1 | 26 mars 2024          | 15e           |
| Suède          | Vainqueur du groupe 2 | 23 mars 2024          | 6e            |
| Italie         | Vainqueur du groupe 3 | 26 mars 2024          | 12e           |
| Ukraine        | Vainqueur du groupe 4 | 12 mars 2024          | 7e            |
| Portugal       | Vainqueur du groupe 5 | 26 mars 2024          | 11e           |
| Danemark       | Vainqueur du groupe 6 | 26 mars 2024          | 7e            |
| Autriche       | Vainqueur du groupe 7 | 26 mars 2024          | 7e            |
| Pologne        | Vainqueur du groupe 8 | 26 mars 2024          | 5e            |
| Angleterre     | 1re meilleur deuxième | 26 mars 2024          | 16e           |
| Espagne        | 2e meilleur deuxième  | 26 mars 2024          | 16e           |
| Serbie         | 3e meilleur deuxième  | 26 mars 2024          | 10e           |
| Tchéquie       | 4e meilleur deuxième  | 26 mars 2024          | 7e            |
| Pays de Galles | 5e meilleur deuxième  | 26 mars 2024          | 2e            |
| Slovaquie      | 6e meilleur deuxième  | 26 mars 2024          | 2e            |
| Croatie        | 7e meilleur deuxième  | 26 mars 2024          | 6e            |

## Phase de groupes
Le tirage au sort de la phase finale a lieu le 3 avril à Agía Nápa.

### Groupe A
| Rang | Équipe   | Pts | J | G | N | P | Bp | Bc | Diff |
| ---- | -------- | --- | - | - | - | - | -- | -- | ---- |
| 1    | Tchéquie | 9   | 3 | 3 | 0 | 0 | 12 | 4  | +8   |
| 2    | Serbie   | 6   | 3 | 2 | 0 | 1 | 7  | 5  | +2   |
| 3    | Ukraine  | 3   | 3 | 1 | 0 | 2 | 3  | 4  | -1   |
| 4    | Chypre   | 0   | 3 | 0 | 0 | 3 | 1  | 10 | -9   |

1re journée
| 20 mai 2024 | Serbie     | 1 - 0   | Ukraine | Paralimni Stadium, Paralímni                           |                                                        |
| 17h00       | Makević 2e | (1 - 0) |         | Spectateurs : 296 Arbitrage : Jakob Alexander Sundberg | Spectateurs : 296 Arbitrage : Jakob Alexander Sundberg |
| 17h00       | Rapport    |         |         | Spectateurs : 296 Arbitrage : Jakob Alexander Sundberg | Spectateurs : 296 Arbitrage : Jakob Alexander Sundberg |

| 20 mai 2024 | Chypre  | 0 - 5   | Tchéquie                                                                   | AEK Arena, Larnaca                                |                                                   |
| 19h30       |         | (0 - 3) | 26e Kolářík · 28e (pen.) Naskos · 40e Nechvátal · 81e Penxa · 90+3e Kvaček | Spectateurs : 5 435 Arbitrage : Pierre Gaillouste | Spectateurs : 5 435 Arbitrage : Pierre Gaillouste |
| 19h30       | Rapport |         |                                                                            | Spectateurs : 5 435 Arbitrage : Pierre Gaillouste | Spectateurs : 5 435 Arbitrage : Pierre Gaillouste |

2e journée
| 23 mai 2024 | Ukraine              | 1 - 3   | Tchéquie                          | Paralimni Stadium, Paralímni                    |                                                 |
| 17h00       | Dihtyar 90+5e (pen.) | (0 - 1) | 12e (pen.) Moudrý · 61e 88e Penxa | Spectateurs : 315 Arbitrage : Mohammad Al-Emara | Spectateurs : 315 Arbitrage : Mohammad Al-Emara |
| 17h00       | Rapport              |         |                                   | Spectateurs : 315 Arbitrage : Mohammad Al-Emara | Spectateurs : 315 Arbitrage : Mohammad Al-Emara |

| 23 mai 2024 | Chypre      | 1 - 3   | Serbie                                        | Stade Antonis-Papadopoulos, Larnaca          |                                              |
| 19h30       | Ioannou 34e | (1 - 1) | 45+3e Cvetković · 53e Stojanović · 63e Kostov | Spectateurs : 1 866 Arbitrage : David Fuxman | Spectateurs : 1 866 Arbitrage : David Fuxman |
| 19h30       | Rapport     |         |                                               | Spectateurs : 1 866 Arbitrage : David Fuxman | Spectateurs : 1 866 Arbitrage : David Fuxman |

3e journée
| 26 mai 2024 | Ukraine                 | 2 - 0   | Chypre | AEK Arena, Larnaca                          |                                             |
| 19h30       | Bohdanov 30e 48e (pen.) | (1 - 0) |        | Spectateurs : 1 445 Arbitrage : Ante Čulina | Spectateurs : 1 445 Arbitrage : Ante Čulina |
| 19h30       | Rapport                 |         |        | Spectateurs : 1 445 Arbitrage : Ante Čulina | Spectateurs : 1 445 Arbitrage : Ante Čulina |

| 26 mai 2024 | Tchéquie                                           | 4 - 3   | Serbie                                 | Stade Ammochostos, Larnaca                    |                                               |
| 19h30       | Kolářík 8e · Belžík 64e (pen.) 89e · Kolísek 90+3e | (1 - 2) | 7e Kostov · 21e Kostić · 72e Cvetković | Spectateurs : 271 Arbitrage : Miguel Nogueira | Spectateurs : 271 Arbitrage : Miguel Nogueira |
| 19h30       | Rapport                                            |         |                                        | Spectateurs : 271 Arbitrage : Miguel Nogueira | Spectateurs : 271 Arbitrage : Miguel Nogueira |

### Groupe B
| Rang | Équipe         | Pts | J | G | N | P | Bp | Bc | Diff |
| ---- | -------------- | --- | - | - | - | - | -- | -- | ---- |
| 1    | Autriche       | 7   | 3 | 2 | 1 | 0 | 7  | 0  | +7   |
| 2    | Danemark       | 4   | 3 | 1 | 1 | 1 | 4  | 6  | -2   |
| 3    | Croatie        | 3   | 3 | 0 | 3 | 0 | 3  | 3  | 0    |
| 4    | Pays de Galles | 1   | 3 | 0 | 1 | 2 | 1  | 6  | -5   |

1re journée
| 20 mai 2024 | Danemark                   | 2 - 0   | Pays de Galles | Dasaki Stadium, Akhna                           |                                                 |
| 17h00       | Obi 45+2e · Johannesen 48e | (1 - 0) |                | Spectateurs : 269 Arbitrage : Menelaos Antoniou | Spectateurs : 269 Arbitrage : Menelaos Antoniou |
| 17h00       | Rapport                    |         |                | Spectateurs : 269 Arbitrage : Menelaos Antoniou | Spectateurs : 269 Arbitrage : Menelaos Antoniou |

| 20 mai 2024 | Croatie | 0 - 0   | Autriche | Stade Antonis-Papadopoulos, Larnaca      |                                          |
| 19h30       |         | (0 - 0) |          | Spectateurs : 258 Arbitrage : Jan Petrik | Spectateurs : 258 Arbitrage : Jan Petrik |
| 19h30       | Rapport |         |          | Spectateurs : 258 Arbitrage : Jan Petrik | Spectateurs : 258 Arbitrage : Jan Petrik |

2e journée
| 23 mai 2024 | Danemark                    | 2 - 2   | Croatie               | Dasaki Stadium, Akhna                         |                                               |
| 17h00       | Abildgaard 36e · Risnæs 60e | (1 - 1) | 41e Čović · 47e Mikić | Spectateurs : 354 Arbitrage : Jasper Vergoote | Spectateurs : 354 Arbitrage : Jasper Vergoote |
| 17h00       | Rapport                     |         |                       | Spectateurs : 354 Arbitrage : Jasper Vergoote | Spectateurs : 354 Arbitrage : Jasper Vergoote |

| 23 mai 2024 | Autriche                                  | 3 - 0   | Pays de Galles | Stade Ammochostos, Larnaca                       |                                                  |
| 19h30       | Hämmerle 30e · Zabransky 51e · Riegel 84e | (1 - 0) |                | Spectateurs : 333 Arbitrage : Radoslav Gidzhenov | Spectateurs : 333 Arbitrage : Radoslav Gidzhenov |
| 19h30       | Rapport                                   |         |                | Spectateurs : 333 Arbitrage : Radoslav Gidzhenov | Spectateurs : 333 Arbitrage : Radoslav Gidzhenov |

3e journée
| 26 mai 2024 | Autriche                             | 4 - 0   | Danemark | Paralimni Stadium, Paralímni                |                                             |
| 17h00       | Moizi 11e 29e · Adejenughure 50e 52e | (2 - 0) |          | Spectateurs : 349 Arbitrage : Antoni Bandić | Spectateurs : 349 Arbitrage : Antoni Bandić |
| 17h00       | Rapport                              |         |          | Spectateurs : 349 Arbitrage : Antoni Bandić | Spectateurs : 349 Arbitrage : Antoni Bandić |

| 26 mai 2024 | Pays de Galles | 1 - 1   | Croatie    | Dasaki Stadium, Akhna                           |                                                 |
| 17h00       | Allen 32e      | (1 - 1) | 24e Durdov | Spectateurs : 229 Arbitrage : Pierre Gaillouste | Spectateurs : 229 Arbitrage : Pierre Gaillouste |
| 17h00       | Rapport        |         |            | Spectateurs : 229 Arbitrage : Pierre Gaillouste | Spectateurs : 229 Arbitrage : Pierre Gaillouste |

### Groupe C
| Rang | Équipe    | Pts | J | G | N | P | Bp | Bc | Diff |
| ---- | --------- | --- | - | - | - | - | -- | -- | ---- |
| 1    | Italie    | 9   | 3 | 3 | 0 | 0 | 6  | 1  | +5   |
| 2    | Pologne   | 4   | 3 | 1 | 1 | 1 | 6  | 4  | +2   |
| 3    | Suède     | 2   | 3 | 0 | 2 | 1 | 3  | 4  | -1   |
| 4    | Slovaquie | 1   | 3 | 0 | 1 | 2 | 0  | 6  | -6   |

1re journée
| 21 mai 2024 | Slovaquie | 0 - 0   | Suède | Paralimni Stadium, Paralímni              |                                           |
| 17h00       |           | (0 - 0) |       | Spectateurs : 303 Arbitrage : Ante Čulina | Spectateurs : 303 Arbitrage : Ante Čulina |
| 17h00       | Rapport   |         |       | Spectateurs : 303 Arbitrage : Ante Čulina | Spectateurs : 303 Arbitrage : Ante Čulina |

| 21 mai 2024 | Italie                   | 2 - 0   | Pologne | AEK Arena, Larnaca                            |                                               |
| 19h30       | Mosconi 5e · Coletta 72e | (1 - 0) |         | Spectateurs : 350 Arbitrage : Miguel Nogueira | Spectateurs : 350 Arbitrage : Miguel Nogueira |
| 19h30       | Rapport                  |         |         | Spectateurs : 350 Arbitrage : Miguel Nogueira | Spectateurs : 350 Arbitrage : Miguel Nogueira |

2e journée
| 24 mai 2024 | Italie                     | 2 - 0   | Slovaquie | Dasaki Stadium, Akhna                    |                                          |
| 17h00       | Camarda 30e · Liberali 38e | (2 - 0) |           | Spectateurs : 316 Arbitrage : Jan Petrik | Spectateurs : 316 Arbitrage : Jan Petrik |
| 17h00       | Rapport                    |         |           | Spectateurs : 316 Arbitrage : Jan Petrik | Spectateurs : 316 Arbitrage : Jan Petrik |

| 24 mai 2024 | Suède                     | 2 - 2   | Pologne                     | AEK Arena, Larnaca                              |                                                 |
| 19h30       | Antwi 14e · Bozicevic 55e | (1 - 1) | 24e Adkonis · 67e Izunwanne | Spectateurs : 337 Arbitrage : Pierre Gaillouste | Spectateurs : 337 Arbitrage : Pierre Gaillouste |
| 19h30       | Rapport                   |         |                             | Spectateurs : 337 Arbitrage : Pierre Gaillouste | Spectateurs : 337 Arbitrage : Pierre Gaillouste |

3e journée
| 27 mai 2024 | Suède         | 1 - 2   | Italie                 | Paralimni Stadium, Paralímni                  |                                               |
| 17h00       | Bozicevic 57e | (1 - 0) | 75e Cama · 80e Camarda | Spectateurs : 355 Arbitrage : Nenad Minaković | Spectateurs : 355 Arbitrage : Nenad Minaković |
| 17h00       | Rapport       |         |                        | Spectateurs : 355 Arbitrage : Nenad Minaković | Spectateurs : 355 Arbitrage : Nenad Minaković |

| 27 mai 2024 | Pologne                                            | 4 - 0   | Slovaquie | Dasaki Stadium, Akhna                      |                                            |
| 17h00       | Izunwanne 11e 45e · Pietuszewski 30e · Gieroba 68e | (3 - 0) |           | Spectateurs : 302 Arbitrage : David Fuxman | Spectateurs : 302 Arbitrage : David Fuxman |
| 17h00       | Rapport                                            |         |           | Spectateurs : 302 Arbitrage : David Fuxman | Spectateurs : 302 Arbitrage : David Fuxman |

### Groupe D
| Rang | Équipe     | Pts | J | G | N | P | Bp | Bc | Diff |
| ---- | ---------- | --- | - | - | - | - | -- | -- | ---- |
| 1    | Portugal   | 6   | 3 | 2 | 0 | 1 | 7  | 4  | +3   |
| 2    | Angleterre | 6   | 3 | 2 | 0 | 1 | 8  | 5  | +3   |
| 3    | France     | 6   | 3 | 2 | 0 | 1 | 3  | 5  | -2   |
| 4    | Espagne    | 0   | 3 | 0 | 0 | 3 | 2  | 6  | -4   |

1re journée
| 21 mai 2024 | Espagne   | 1 - 2   | Portugal              | Dasaki Stadium, Akhna                         |                                               |
| 17h00       | Yañez 20e | (1 - 2) | 25e Varela · 33e Mora | Spectateurs : 446 Arbitrage : Nenad Minaković | Spectateurs : 446 Arbitrage : Nenad Minaković |
| 17h00       | Rapport   |         |                       | Spectateurs : 446 Arbitrage : Nenad Minaković | Spectateurs : 446 Arbitrage : Nenad Minaković |

| 21 mai 2024 | France  | 0 - 4   | Angleterre                              | Stade Ammochostos, Larnaca                    |                                               |
| 19h30       |         | (0 - 3) | 2e 39e Moore · 34e Dipepa · 51e Nwaneri | Spectateurs : 1 254 Arbitrage : Antoni Bandić | Spectateurs : 1 254 Arbitrage : Antoni Bandić |
| 19h30       | Rapport |         |                                         | Spectateurs : 1 254 Arbitrage : Antoni Bandić | Spectateurs : 1 254 Arbitrage : Antoni Bandić |

2e journée
| 24 mai 2024 | France     | 1 - 0   | Espagne | Stade Antonis-Papadopoulos, Larnaca                    |                                                        |
| 17h00       | Molebe 86e | (0 - 0) |         | Spectateurs : 631 Arbitrage : Jakob Alexander Sundberg | Spectateurs : 631 Arbitrage : Jakob Alexander Sundberg |
| 17h00       | Rapport    |         |         | Spectateurs : 631 Arbitrage : Jakob Alexander Sundberg | Spectateurs : 631 Arbitrage : Jakob Alexander Sundberg |

| 24 mai 2024 | Portugal                              | 4 - 1   | Angleterre | Stade Ammochostos, Larnaca                        |                                                   |
| 19h30       | Mora 34e 48e · Silva 64e · Patrão 68e | (1 - 1) | 43e Moore  | Spectateurs : 1 184 Arbitrage : Menelaos Antoniou | Spectateurs : 1 184 Arbitrage : Menelaos Antoniou |
| 19h30       | Rapport                               |         |            | Spectateurs : 1 184 Arbitrage : Menelaos Antoniou | Spectateurs : 1 184 Arbitrage : Menelaos Antoniou |

3e journée
| 27 mai 2024 | Portugal   | 1 - 2   | France                   | Stade Ammochostos, Larnaca                       |                                                  |
| 19h30       | Patrão 38e | (1 - 1) | 36e Sternal · 81e Molebe | Spectateurs : 496 Arbitrage : Radoslav Gidzhenov | Spectateurs : 496 Arbitrage : Radoslav Gidzhenov |
| 19h30       | Rapport    |         |                          | Spectateurs : 496 Arbitrage : Radoslav Gidzhenov | Spectateurs : 496 Arbitrage : Radoslav Gidzhenov |

| 27 mai 2024 | Angleterre                          | 3 - 1   | Espagne     | Stade Antonis-Papadopoulos, Larnaca             |                                                 |
| 19h30       | Mheuka 6e · Moore 73e · Nwaneri 85e | (1 - 1) | 23e Arnucio | Spectateurs : 1 136 Arbitrage : Jasper Vergoote | Spectateurs : 1 136 Arbitrage : Jasper Vergoote |
| 19h30       | Rapport                             |         |             | Spectateurs : 1 136 Arbitrage : Jasper Vergoote | Spectateurs : 1 136 Arbitrage : Jasper Vergoote |

## Phase à élimination directe

### Tableau final
|  | Quarts de finale | Quarts de finale | Quarts de finale | Quarts de finale |          |          | Demi-finales | Demi-finales | Demi-finales | Demi-finales |  |  | Finale | Finale | Finale | Finale |
|  |                  |                  |                  |                  |          |          |              |              |              |              |  |  |        |        |        |        |
|  | 29 mai           | 29 mai           | 29 mai           | 29 mai           |          |          | 2 juin       | 2 juin       | 2 juin       | 2 juin       |  |  | 5 juin | 5 juin | 5 juin | 5 juin |
|  | 29 mai           | 29 mai           | 29 mai           | 29 mai           |          |          | 2 juin       | 2 juin       | 2 juin       | 2 juin       |  |  | 5 juin | 5 juin | 5 juin | 5 juin |
|  | Tchéquie         | Tchéquie         | 1 (3)            | 1 (3)            |          |          | 2 juin       | 2 juin       | 2 juin       | 2 juin       |  |  | 5 juin | 5 juin | 5 juin | 5 juin |
|  | Tchéquie         | Tchéquie         | 1 (3)            | 1 (3)            |          |          | 2 juin       | 2 juin       | 2 juin       | 2 juin       |  |  | 5 juin | 5 juin | 5 juin | 5 juin |
|  | Danemark         | Danemark         | 1 (5)tab         | 1 (5)tab         |          |          | 2 juin       | 2 juin       | 2 juin       | 2 juin       |  |  | 5 juin | 5 juin | 5 juin | 5 juin |
|  | Danemark         | Danemark         | 1 (5)tab         | 1 (5)tab         | Danemark | Danemark | 0            | 0            |              |              |  |  | 5 juin | 5 juin | 5 juin | 5 juin |
|  | 30 mai           |                  |                  |                  | Danemark | Danemark | 0            | 0            |              |              |  |  | 5 juin | 5 juin | 5 juin | 5 juin |
|  |                  |                  | Italie           | Italie           | 1        | 1        |              |              |              |              |  |  | 5 juin | 5 juin | 5 juin | 5 juin |
|  | Italie           | Italie           | Italie           | Italie           | 1        | 1        | 1 (5)tab     | 1 (5)tab     |              |              |  |  | 5 juin | 5 juin | 5 juin | 5 juin |
|  | Italie           | Italie           | 2 juin           |                  |          |          | 1 (5)tab     | 1 (5)tab     |              |              |  |  | 5 juin | 5 juin | 5 juin | 5 juin |
|  | Angleterre       | Angleterre       | 1 (4)            | 1 (4)            |          |          |              |              |              |              |  |  | 5 juin | 5 juin | 5 juin | 5 juin |
|  | Angleterre       | Angleterre       | 1 (4)            | 1 (4)            | Italie   | Italie   | 3            | 3            |              |              |  |  |        |        |        |        |
|  | 29 mai           |                  |                  |                  | Italie   | Italie   | 3            | 3            |              |              |  |  |        |        |        |        |
|  |                  |                  | Portugal         | Portugal         | 0        | 0        |              |              |              |              |  |  |        |        |        |        |
|  | Autriche         | Autriche         | Portugal         | Portugal         | 0        | 0        | 2            | 2            |              |              |  |  |        |        |        |        |
|  | Autriche         | Autriche         |                  |                  |          |          |              |              |              |              |  |  |        |        |        |        |
|  | Serbie           | Serbie           | 3                | 3                |          |          |              |              |              |              |  |  |        |        |        |        |
|  | Serbie           | Serbie           | 3                | 3                | Serbie   | Serbie   | 2            | 2            |              |              |  |  |        |        |        |        |
|  | 30 mai           |                  |                  |                  | Serbie   | Serbie   | 2            | 2            |              |              |  |  |        |        |        |        |
|  |                  |                  | Portugal         | Portugal         | 3        | 3        |              |              |              |              |  |  |        |        |        |        |
|  | Portugal         | Portugal         | Portugal         | Portugal         | 3        | 3        | 2            | 2            |              |              |  |  |        |        |        |        |
|  | Portugal         | Portugal         |                  |                  |          |          |              | 2            |              |              |  |  |        |        |        |        |
|  | Pologne          | Pologne          | 1                | 1                |          |          |              |              |              |              |  |  |        |        |        |        |
|  | Pologne          | Pologne          | 1                | 1                |          |          |              |              |              |              |  |  |        |        |        |        |
|  |                  |                  |                  |                  |          |          |              |              |              |              |  |  |        |        |        |        |

### Quarts de finale
| 29 mai 2024 | Tchéquie                        | 1 - 1             | Danemark                                   | Stade Ammochostos, Larnaca                  |                                             |
| 16:30       | Penxa 71e                       | (0 - 0, 0 - 0)    | 82e Obi                                    | Spectateurs : 298 Arbitrage : Antoni Bandić | Spectateurs : 298 Arbitrage : Antoni Bandić |
| 16:30       | Rapport                         |                   |                                            | Spectateurs : 298 Arbitrage : Antoni Bandić | Spectateurs : 298 Arbitrage : Antoni Bandić |
| 16:30       | Naskos · Sosna · Moudrý · Penxa | Tirs au but 3 - 5 | Markmann · Hyseni · Obi · Andersen · Højer | Spectateurs : 298 Arbitrage : Antoni Bandić | Spectateurs : 298 Arbitrage : Antoni Bandić |

| 29 mai 2024 | Autriche             | 2 - 3   | Serbie                            | AEK Arena, Larnaca                           |                                              |
| 19:00       | Adejenughure 1re 79e | (1 - 2) | 4e 45+1e Ranković · 55e Cvetković | Spectateurs : 312 Arbitrage : Jakob Sundberg | Spectateurs : 312 Arbitrage : Jakob Sundberg |
| 19:00       | Rapport              |         |                                   | Spectateurs : 312 Arbitrage : Jakob Sundberg | Spectateurs : 312 Arbitrage : Jakob Sundberg |

| 30 mai 2024 | Portugal                  | 2 - 1   | Pologne       | AEK Arena, Larnaca                            |                                               |
| 17:00       | Felicíssimo 5e · Mora 59e | (1 - 1) | 34e Izunwanne | Spectateurs : 504 Arbitrage : Jasper Vergoote | Spectateurs : 504 Arbitrage : Jasper Vergoote |
| 17:00       | Rapport                   |         |               | Spectateurs : 504 Arbitrage : Jasper Vergoote | Spectateurs : 504 Arbitrage : Jasper Vergoote |

| 30 mai 2024 | Italie                                             | 1 - 1             | Angleterre                                  | Stade Antonis-Papadopoulos, Larnaca             |                                                 |
| 19:30       | Liberali 29e                                       | (1 - 1, 1 - 1)    | 16e Nwaneri                                 | Spectateurs : 1 619 Arbitrage : Nenad Minaković | Spectateurs : 1 619 Arbitrage : Nenad Minaković |
| 19:30       | Rapport                                            |                   |                                             | Spectateurs : 1 619 Arbitrage : Nenad Minaković | Spectateurs : 1 619 Arbitrage : Nenad Minaković |
| 19:30       | Lauricella · Natali · Orlandi · Liberali · Camarda | Tirs au but 5 - 4 | Moore · Harrison · Amass · Nwaneri · Dipepa | Spectateurs : 1 619 Arbitrage : Nenad Minaković | Spectateurs : 1 619 Arbitrage : Nenad Minaković |

### Demi-finales
| 2 juin 2024 | Serbie                                | 2 - 3   | Portugal                              | AEK Arena, Larnaca                           |                                              |
| 17:00       | Cvetković 22e · Felicíssimo 37e (csc) | (2 - 0) | 60e Silva · 89e Mora · 90+5e Trovisco | Spectateurs : 1 154 Arbitrage : David Fuxman | Spectateurs : 1 154 Arbitrage : David Fuxman |
| 17:00       | Rapport                               |         |                                       | Spectateurs : 1 154 Arbitrage : David Fuxman | Spectateurs : 1 154 Arbitrage : David Fuxman |

| 2 juin 2024 | Danemark | 0 - 1   | Italie      | Stade Antonis-Papadopoulos, Larnaca         |                                             |
| 19:30       |          | (0 - 1) | 30e Coletta | Spectateurs : 840 Arbitrage : Antoni Bandić | Spectateurs : 840 Arbitrage : Antoni Bandić |
| 19:30       | Rapport  |         |             | Spectateurs : 840 Arbitrage : Antoni Bandić | Spectateurs : 840 Arbitrage : Antoni Bandić |

### Finale
| 5 juin 2024 | Italie                       | 3 - 0   | Portugal | Limassol Arena, Limassol       |                                |
| 19:30       | Coletta 7e · Camarda 16e 50e | (2 - 0) |          | Arbitrage : Radoslav Gidzhenov | Arbitrage : Radoslav Gidzhenov |
| 19:30       | Rapport                      |         |          | Arbitrage : Radoslav Gidzhenov | Arbitrage : Radoslav Gidzhenov |